# Шърли Бут
Шърли Бут (на английски: Shirley Booth) е американска актриса. 

## Биография
Носителка е на Оскар и Златен глобус. Започва да играе от малка, като дебюта ѝ е на Бродуей през 1925 година, където партнира на Хъмфри Богарт. Въпреки успешния дебют в киното, тя предпочита сцената и се снима само в няколко филма. Има два брака, но няма деца. Умира на 94 години.

## Избрана филмография
| Година | Филм                | Оригинално заглавие     | Роля | Режисьор   |
| ------ | ------------------- | ----------------------- | ---- | ---------- |
| 1952   | Върни се, малка моя | Come Back, Little Sheba | Лола | Даниел Ман |